# Containerdorf

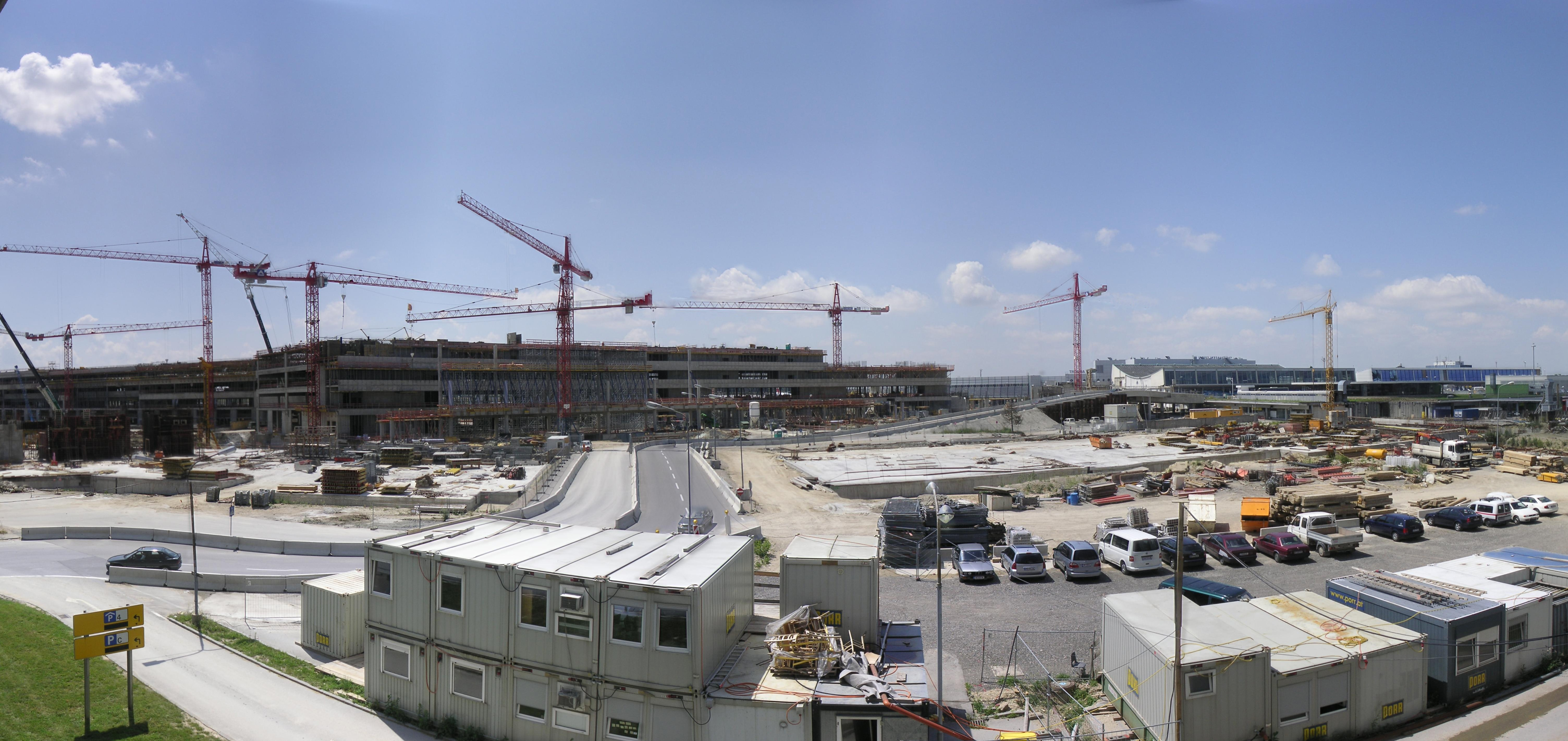
Kleines Containerdorf, Flughafen Wien

Ein Containerdorf ist eine häufig temporär installierte Ansammlung von Containergebäuden, in denen zum Beispiel auf Großbaustellen oder militärischen Feldlagern Arbeiter, Soldaten oder Flüchtlinge untergebracht werden. Abhängig von Größe und Installationsdauer wird auch von Containerstadt gesprochen.
Einzelne Einheiten sind an die individuellen Bedürfnisse des Einsatzzweckes angepasst, üblich sind Wohn- und Schlafeinheiten, sanitäre Einrichtungen sowie Module zum Betrieb der Infrastruktur wie Strom und Trinkwasser oder auch der notwendigen lokalen Verwaltung.

## Beispiele

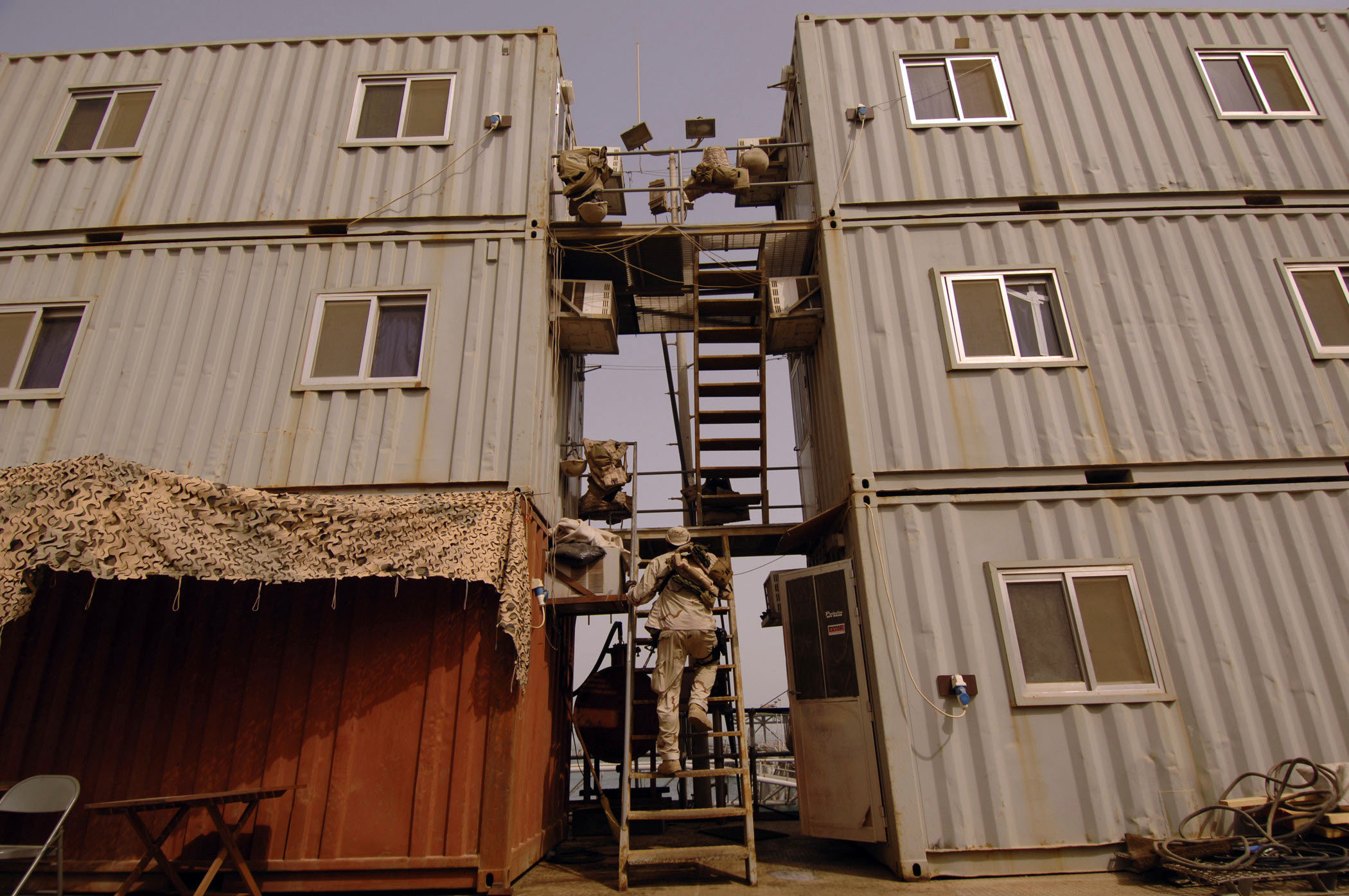
Oft werden Containerdörfer in mehreren Stockwerken installiert

- Das Lager des US-Militärs Camp Lemonnier beim Flughafen Dschibuti verwendet Container als Unterkunft, Dusch- und Wohngelegenheit. Es hat einen Durchmesser von rund 600 Metern, besteht seit 2007 und beherbergt etwa 3500 Soldaten.[1]
- In der Stadt Berlin werden seit Oktober 2013 kostengünstige Unterkünfte für Studierende in 320 Containern angeboten. Die einzelnen Einheiten sind von Architekten als vollständige Mietwohnung für eine Person ausgestattet, teilweise auch als Wohngemeinschaft zusammengeschlossen und insgesamt als Dorf arrangiert. Die ehemaligen Frachtcontainer sind an fließend Wasser, Strom und das Internet angeschlossen. Die Idee stammt aus München, wo Ähnliches seit 2005 betrieben wird.[2]
- Nach der Flutkatastrophe 2021 im Ahrtal, Rheinland-Pfalz, wurden mehrere Containerdörfer für die Unterbringung von Betroffenen und Helfern sowie Handwerkern errichtet und über Monate hinweg betrieben. Als eines der ersten Containerdörfer wurde von August 2021 bis Januar 2022 das Containerdorf „Wilhelmshafen“ in Walporzheim für die Unterbringung von Fluthelfern betrieben.[3] Nach einem Umzug wurde der Betrieb als „Wilhelmshafen 2.0“ in Ringen fortgesetzt,[4] musste jedoch unter Protesten zum 31. Juli 2022 schließen.[5]  Weitere Containerdörfer wurden in diesem Zusammenhang auch in Mendig[6], als Handwerkercamp in Krälingen[7], als Helfercamp in Leimersdorf[8], als Handwerkerdorf in Dernau[9] und als Helferunterkünfte mit Arztpraxis und Apotheke in Kalenborn.[10][11] Die Containereinrichtungen wurden teils in privater Initiative, teils durch Hilfsorganisationen und kommunale Behörden errichtet. Bis auf das Handwerkerdorf in Dernau wurden  die meisten dieser Einrichtungen jedoch Anfang 2023 bereits geschlossen, obwohl von verschiedenen Gruppen weiterhin Bedarf an diesen bescheinigt wurde.[5]